# Ијан Пејсли
Ијан Пејсли (енгл. Ian Richard Kyle Paisley, Baron Bannside; Арма, 6. април 1926 — Белфаст, 12. септембар 2014) био је политичар, протестантски фундаменталистички свештеник, писац и говорник из Сјеверне Ирске.
Као вођа Демократске унионистичке партије (ДУП), која је добила највише гласова на изборима 2007, Пејсли је 8. маја 2007. постао премијер Сјеверне Ирске. Његов замјеник је вођа Шин Фејна Мартин Макгинес.
Пејсли је саоснивач ДУП-а и њен вођа од 1971. до 2008, такође је и оснивач и модератор Слободне презбитеријанске цркве Алстера (Free Presbyterian Church of Ulster).
Године 2005. ДУП је постао највећа унионистичка странка Сјеверне Ирске.
Дана 4. марта 2008. Пејсли је објавио да ће напустити положај премијера и вође ДУП-а послије америчко-сјеверноирске конференције у мају 2008. Вођа ДУП-а је постао Питер Робинсон (Peter Robinson). На дан 18. јуна 2010. Премијер Уједињеног Краљевства Гордон Браун додијелио је Ијану Пејслију титулу барона Бансајда од Сјеверног Антрима (Baron Bannside, of North Antrim).

## Кампања против хомосексуалности
Ијан Пејсли је био отворени противник хомосексуализма и подржавао је законе који криминализирају хомосексуалне односе. Као противтежу кампањи за реформу закона о хомосексуалности покренутој 1974, Пејсли је 19з7. покренуо кампању „Спасимо Алстер од содомије“.

## Религиозни погледи
Пејсли заступа библијски литерализам описујући га као библијски протестантизам. Пејслијев веб-сајт (ianpaisley.org) објашњава улогу Европског института за протестантске студије (European Institute of Protestant Studies): „објашњавање Библије, разоткривање папства и промоција, одбрана и одржавање библијског протестантизма у Европи и шире“. Пејслијев веб-сајт на неколико мјеста наводи његовор вјеровање да је римска црква („папство“) изневјерила Библију и тиме и право хришћанство.
Године 1988, током говора Јована Павла Другог у Европском парламенту, Пејсли је добацио: „Проказујем те као Антихриста!" (I denounce you as the Antichrist!), држећи постер на којем је црним словима писало: Папа Јован Павле II - антихрист (Pope John Paul II ANTICHRIST). Пејсли је потом удаљен са засједања.
Пејсли је и послије инцидента наставио са критиковањем католичке цркве и папе. У телевизијском интервјуу из 2001. казао је да је поносан чињеницом да је једини човјек који је смогао храбрости да јавно критикује папу. Посије смрти Јована XXIII у јуну 1963, Пејсли је организовао протест којим се противио спуштању застава на пола копља у јавним зградама поводом папине смрти.
У једном чланку је тврдио да је сједиште број 666 у Европском парламенту резервирано за антихриста.
Уз бројно сљедбеништво у Сјеверној Ирској, Пејсли има одређен број присталица и у Републици Ирској.

## Погледи о Србима и Милошевићу
На његовом веб-сајту се износи позитивно мишљење о Слободану Милошевићу, за којег се каже да се борио против ватиканске завјере да уништи Српску православну цркву. Такође наводи: ".. све што је Милошевић чинио је да води Србе у њиховом покушају да бране 1500 година свог насљеђа, са ужасима и неправдама геноцида извршеним над њима у Другом свјетском рату ..." ("").